# Аблингер, Петер
Петер Аблингер (нем. Peter Ablinger; 15 марта 1959, Шваненштадт, Верхняя Австрия — 17 апреля 2025, Берлин) — австрийский пианист и композитор.

## Биография
Учился музыке в Граце у Йёсты Нойвирта и в Вене у Романа Хаубенштока-Рамати. С 1982 года жил в Берлине. С 1994 года увлекался электроакустикой и звуковыми инсталляциями. В 1993 году получил приглашение работать профессором в Университете музыки в Граце. В мае 2012 года Аблингер был назначен членом Академии художеств в Берлине, приглашение которого он принял с особой радостью. Членство требует, чтобы композиторы активно участвовали в развитии академии, чтобы в будущем продемонстрировать продуктивный результат в развитии современных музыкальных технологий.
Изобрёл технологию, позволяющую роялю буквально говорить на английском языке.
Умер 17 апреля 2025 года в Берлине в возрасте 66 лет.